# Ernest McFarland

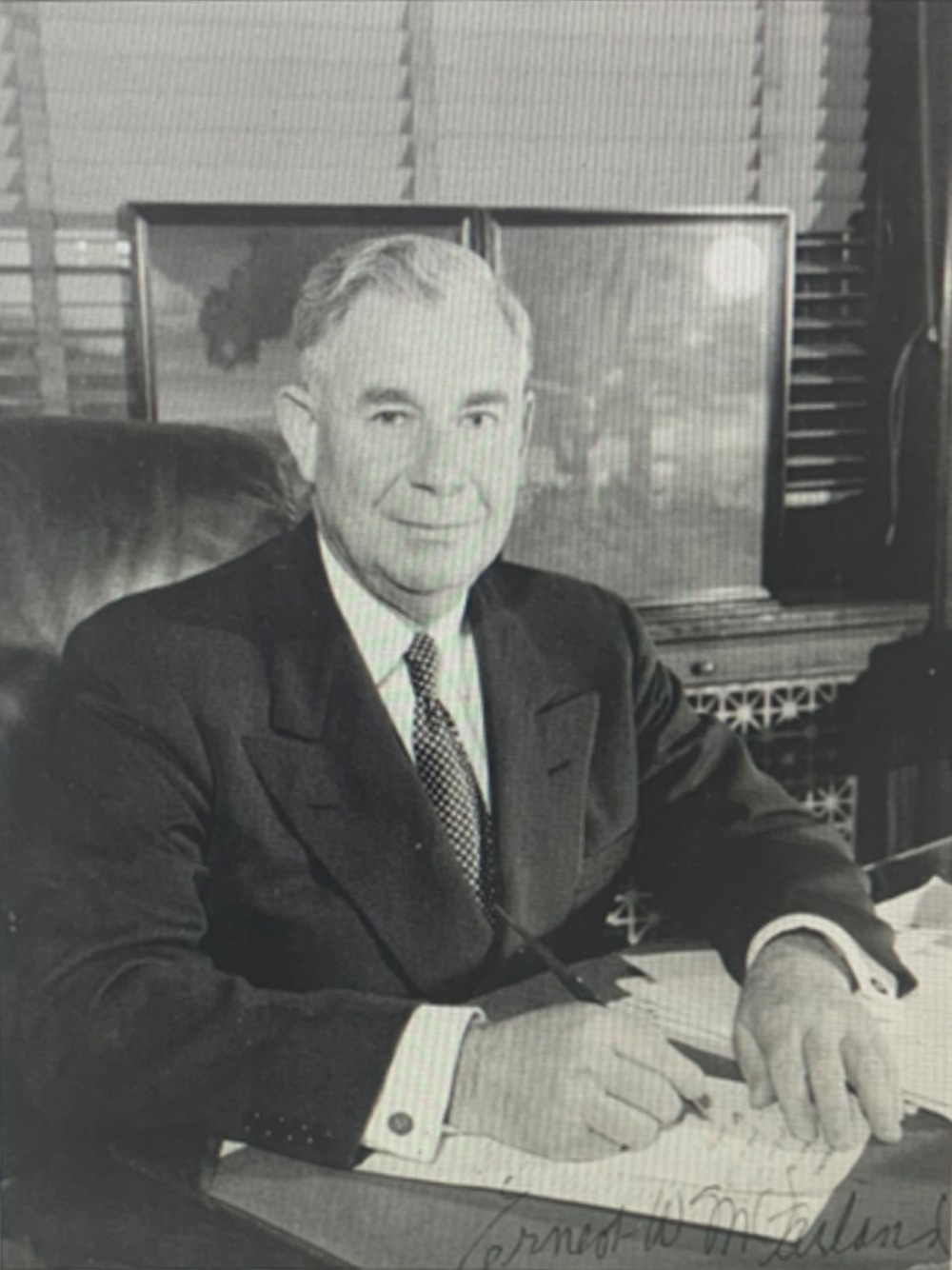
Ernest McFarland

Ernest William McFarland (* 9. Oktober 1894 nahe Earlsboro, Pottawatomie County, Oklahoma; † 8. Juni 1984 in Phoenix, Arizona) war ein US-amerikanischer Politiker (Demokratische Partei). Er war von 1941 bis 1953 US-Senator und von 1955 bis 1959 Gouverneur des Bundesstaates Arizona.

## Frühe Jahre und politischer Aufstieg
McFarland besuchte von 1913 bis 1914 das East Central Oklahoma Teachers College und war 1917 auf der University of Oklahoma in Norman. Während des Ersten Weltkriegs diente er in der United States Navy. Nach dem Krieg zog er nach Phoenix, Arizona. Dort war er einige Zeit als Angestellter bei einer Bank tätig. Dann besuchte er das Law Department der Stanford University in Kalifornien, an der er 1921 graduierte. Als er seine Zulassung in die Anwaltskammer von Arizona bekam, praktizierte er die erste Zeit in Casa Grande, Arizona.
Ferner war er von 1923 bis 1924 stellvertretender Attorney General von Arizona. Danach war er von 1925 bis 1930 als Staatsanwalt im Pinal County tätig und bekleidete schlussendlich von 1936 bis 1940 eine Stelle als Richter am Pinal County Superior Court.

## Senator und Gouverneur
McFarland trat sein Amt im Kongress am 3. Januar 1941 als Class-1-Senator und Nachfolger von Henry F. Ashurst an. 1951 wurde er zum Majority Leader gewählt und diente in dieser Stellung bis 1952, als ihn der Republikaner Barry Goldwater bei den Senatswahlen schlug. Er verließ sein Amt am 3. Januar 1953.
Am 2. November 1954 wurde McFarland zum Gouverneur von Arizona gewählt und am 3. Januar 1955 vereidigt. Er wurde 1956 für eine zweite Amtszeit wiedergewählt. Während seiner Amtszeit wurde das State Parks System errichtet, die Colorado River Boundary Commission gegründet und die staatlichen Beihilfen für Schulen ausgedehnt. Ferner wurde der Interstate Oil Compact genehmigt und der State Racing Commission die rechtsprechenden Gewalten gegeben. Er verließ am 5. Januar 1959 sein Amt.

## Weiterer Lebenslauf
Nach seiner Zeit im US-Senat wurde McFarland 1964 an den Arizona Supreme Court berufen. Dort diente er später von 1968 bis 1970 als Chief Justice. Er war auch im Zeitraum von 1968 bis 1969 Mitglied der National Commission on the Causes and Prevention of Violence. Ferner war er Direktor der Federal Home Loan Bank of San Francisco und Präsident der KTVK Arizona Television Company.
Ernest William McFarland starb am 8. Juni 1984 und wurde auf dem Greenwood Memorial Park in Phoenix beigesetzt. Er war mit Edna Eveland Smith verheiratet. Das Paar hatte ein gemeinsames Kind.

## Ehrungen
Er bekam von der University of Arizona und der Arizona State University jeweils einen Doctor of Laws.